# 福國化工爆炸案
福國化工爆炸案，是一起發生在2001年5月18日臺灣新竹縣湖口鄉新竹工業區內的化學工廠爆炸意外。該起事件是新竹工業區於1978年設立以來最嚴重的一起爆炸意外，並造成1人死亡及112人受傷。

## 事件背景
福國化工廠是一間專門從事精密化學材料製造的化學工廠，廠區位在新竹工業區文化路4號，工廠內共使用甲醇、丙烯酸甲酯、丙烯腈、丙烯酸乙酯、異丙醇、過氧化二苯甲醯等化學原料來生產壓克力樹脂、介面活性劑、紡織染整助劑、水性接著劑等產品。
而上述中的多種化學原料，大多都相較於空氣來的更重，並且具有可燃性、易揮發性、閃火點低以及燃燒爆炸界限範圍廣等危險特性。

## 事件經過
2001年5月18日下午1時25分，福國化工廠內發生爆炸並起火燃燒，由於爆炸威力強大，導致化工廠周圍方圓1公里內，包括兆赫、和鑫光電、晶揚等40多家的工廠及商家玻璃門窗均被爆炸所產生之衝擊波震碎。並於第一次爆炸後半個小時內，再連續發生五次氣爆。這次爆炸也使得福國化工廠鄰近的兩間工廠發生火災。
發生爆炸當下，位於同工業區內工業技術研究院環境與安全衛生技術發展中心的人員聞訊後即立刻趕到爆炸現場，並協助通報新竹縣政府環保局。新竹縣消防局則在爆炸發生不久後，隨即接獲報案，並立即派出20多輛消防車和消防人員於10分鐘內抵達爆炸現場開始搶救，當時，到場的消防人員主要針對福國化工廠靠文化路一旁的鍋爐及緊鄰的普利司通公司噴灑泡沫及水柱灌救。
時任行政院長張俊雄在得知爆炸事件後，便立刻致電給時任新竹縣長林光華全力搶救，並指示環保署、消防署、衛生署等單位派員到爆炸現場以協助救災與處理。行政院方面，也指派政務委員陳錦煌前往爆炸現場了解事發狀況。下午1時50分，新竹縣長林光華進駐到爆炸現場進行救災指揮調度。
由於化工廠爆炸時，所產生的氣體是有致癌風險的丙烯腈，因此新竹縣政府緊急通告爆炸現場附近的學校、工廠進行疏散或緊閉門窗。
然而，因爆炸現場溫度過高，消防人員無法輕易靠近現場，因此新竹縣消防局長林祥欽，立即請求新竹市消防局、新竹科學園區緊急應變小組、聯華電子緊急應變小組、臺北縣、桃園縣、苗栗縣等地的消防隊伍支援救災。下午2時26分，聯華電子消防隊抵達爆炸現場開始協助救災。
下午2時50分，經過多組消防隊伍的搶救後，爆炸現場火勢已獲得初步控制，消防人員準備進入到工廠內撲滅剩餘火勢，在場的工研院環安中心人員評估認為消防人員防護裝備不足，因此立即建議新竹縣環保局長必須監控爆炸現場周界的有毒氣體濃度。環安中心也派出監測小組到場協助。下午2時56分，內政部消防署向工研院環安中心詢問有關丙烯腈緊急應變之指南資料。
由於工廠內溫度仍非常高，因此當時消防人員在穿上毒化物A級防護衣及防護面罩後，輪流進入火場內持續灌救，而新竹科學園區緊急應變小組所派來的消防隊利用酒精及泡沫等方式協助滅火。火勢約在當日下午5時才全面控制住。
下午4時2分，火勢完全撲滅，在場消防人員開始進行爆炸現場的清理作業。
當日傍晚福國化工負責人何永雄出面致歉，並強調針對這次的爆炸事件，會依情理法予以賠償。爆炸後時任內政部長張博雅、環保署長郝龍斌、消防署長趙鋼、經濟部長林信義和勞檢所人員等人也都陸續抵達現場了解狀況。
5月19日上午10時，福國化工廠爆炸現場傳出火苗復燃的狀況，已燒毀的廠房建築內冒出白色濃煙，消防人員緊急戴上防護面罩進入廠區灌救，所幸五分鐘內火勢就完全撲滅。

## 人員傷亡
福國化工廠爆炸事件中，共造成一名當日在普利司通公司操作該公司焚化爐的菲律賓籍勞工死亡，另有4人重傷，共計有112人受傷。爆炸後的下午1時40分，第一批6名傷患送抵新竹縣東元綜合醫院進行治療。下午3時19分，受傷民眾陸續送往東元醫院、省立新竹醫院以及桃園縣中壢市的醫院急救，另有兩名重傷的福國化工員工送至林口長庚醫院救治，稍晚再將一名全身百分之90燒傷的福國化工員工也送至林口長庚醫院治療。

## 事件調查
福國化工廠爆炸後前往支援的工研院化災處理博士葉德惠判定，該起爆炸之起因是化工廠內的六噸反應槽引發。福國化工廠六噸反應槽生產課長兼工業安全和防災業務的胡志勝表示，爆炸前在辦公室即聞到化學原料的氣味，並發現反應槽的溫度非常高，雖立即灌水降溫，然而反應槽溫度始終降不下來，因此他隨即向廠區內大喊要同仁立刻離開廠房，這時廠房內的警鈴已全面響起，約20秒後，反應槽便發生爆炸。
當時在廠內的工作人員表示該座反應槽平常的溫度都維持在攝氏65度左右。然而發生爆炸當天的下午1時20分左右，反應槽的溫度卻突然飆升突破攝氏85度，工廠內的警報響起後三分鐘內，工作人員便全部撤出廠房，接著就發生爆炸。
新竹縣消防局火災調查課長呂和樹及技士沈克霖於火勢撲滅後進入到火場內調查爆炸原因。初步勘驗確定氣爆點是在工廠左後方的一座6噸攪拌反應槽。至於發生爆炸的原因研判，可能是反應槽產生熱量在冷卻過程中發生問題造成超壓而爆裂，另一種可能的原因是化學原料進入反應槽後未能順利產出，導致超壓爆裂。
爆炸後，新竹縣地檢署檢察官也進駐到現場進行勘驗，初步以人為操作疏失或是機械故障為調查重點，研判爆炸原因可能是反應槽溫度異常失控所致。5月19日，新竹縣地檢署展開責任歸屬的調查工作，經過一天的偵訊，於當天晚間將負責管理反應槽，且供詞避重就輕的科長胡志勝聲請羈押獲准，福國化工負責人何勇雄則以新臺幣50萬元交保候傳，並限制出境與住居。
5月26日，新竹縣消防局完成針對福國化工爆炸事故的鑑定報告，並送交新竹地檢署做為偵辦參考。在消防局所提出的爆炸鑑定中指出，福國化工廠在爆炸前出現大量化學氣體外洩的狀況，因而引發威力強大的爆炸，整個爆炸過程前後約10分鐘。
鑑定報告中表示，由於福國化工使用的都是低燃點化學原料，爆炸前反應槽溢散出大量的易燃氣體，並蓄積在廠房上方及附近工廠廠房上空，溢散的氣體帶著高溫，在到達閃燃點後爆炸。不過報告中也表示有可能是接觸外來的火源而引發爆炸。消防局採納大範圍氣爆的觀點是，爆炸的六噸反應槽上方的蓋子並沒有炸壞，而是遭大量化學氣體沖開，表示不是槽內爆炸，而旁邊的化學原料儲存槽出現往內凹，以外力從中擠壓，工廠鄰近的受損車輛也大都出現車頂凹陷，顯示壓力從上方而來，多項跡象指向應為氣爆造成。
最後，由於鄰近普利司通公司所設置的焚化爐爆炸當天並未使用，因此鑑定報告也排除了焚化爐為引爆火源。

## 爆炸損失
福國化工爆炸後，單計福國化工廠的損失，估計約有8,000萬元。然而，因爆炸波及範圍廣闊，總計新竹工業區內共有46家廠商因受到波及而停工，工業區外有數十戶民宅也受到波及，另有超過50輛汽車與機車損毀，總損失金額高達5億元以上。其中，晶揚科技主張工廠內有4,000多片晶圓因爆炸受到火損而要求產險公司理賠。然而產險公司不予理賠，因此晶揚科技委託學術單位實驗，證實福國化工爆炸時，廠內的晶圓片也受爆炸蒸氣的影響而發生閃燃導致晶圓受損，並提告。臺北地方法院採信晶揚科技的實驗結果，並判決產險公司應賠償晶揚科技新臺幣8,700萬元。

## 後續影響
5月22日，湖口鄉中正國中當日下午發生了30多名學生集體頭昏嘔吐中毒的事件，事後身體感到不舒服的學生送至東元醫院救治。環保人員了解後到場勘驗，並初步證實中毒原因是4天前爆炸的福國化工廠，廠內殘留的有毒化學物質，因為大雨滲入地下，而這些有毒物質所散發的氣體，隨風吹到1公里外的中正國中，才引發這起事件。
時任新豐鄉鄉長李錦復於福國化工廠爆炸後表示，部分的有毒化學原料滲入到新豐溪支流茄苳溪中，導致溪中大量魚類死亡，造成漁民的間接損失。時任新竹區漁會總幹事吳俊岸也表示，茄苳溪已長期受到汙染影響，而這次福國化工廠爆炸更使得溪中魚類大量死亡，因此希望相關單位在商討賠償事項時，能夠將因茄苳溪魚類大量死亡而受到影響的漁民也一併納入考量。

## 資料來源
1. ↑   (PDF). 中華民國監察院.   [2016-05-23] （中文（臺灣））.[永久]
2. 1 2 3 4 5  . 台肥月刊. 2001-12-05  [2016-05-23]. （原始内容存档于2018-03-26） （中文（臺灣））.
3. 1 2 3 4 5 6 7 8 9 10  洪美秀、曾鴻儒、李欣芳. . 自由時報. 2001-05-19  [2016-05-23]. （原始内容存档于2018-03-26） （中文（臺灣））.
4. 1 2 3 4 5 6 7 8 9 10 11  高振山、陳范倫、胡冠華.  (PDF). 中臺科技大學環安系.   [2016-05-23] （中文（臺灣））.[]
5. 1 2  . 公共電視新聞網. 2001-05-18  [2016-05-23] （中文（臺灣））.
6. 1 2 3 4 5 6   (PDF). 國立臺南大學. 2001-05  [2016-05-24]. （原始内容 (PDF)存档于2018-03-26） （中文（臺灣））.
7. 1 2 3 4  蔡彰盛、洪美秀、蔡孟尚. . 自由時報. 2001-05-20  [2016-05-23]. （原始内容存档于2018-03-26） （中文（臺灣））.
8. 1 2 3 4 5 6 7  . 聯合報. 2001年5月26日.
9. 1 2  . 臺北市: 聯合報. 2001年5月19日.
10. 1 2 3 4  李全. . 中臺科技大學環安系. 2001-05-08  [2016-05-23]. （原始内容存档于2016-05-23） （中文（臺灣））.
11. 1 2  . 財團法人豐泰文教基金會. 2001-09  [2016-05-23]. （原始内容存档于2018-03-26） （中文（臺灣））.
12. 1 2 3  張琦珍. . 自由時報. 2003-01-05  [2016-05-23]. （原始内容存档于2018-03-26） （中文（臺灣））.
13. 1 2  . 中央研究院數位典藏技術分項所.   [2016-05-23] （中文（臺灣））.[永久]